# Le Grand Secret (roman)
Pour les articles homonymes, voir Le Grand Secret.
Ne doit pas être confondu avec Le Grand Secret (mini-série).
Le Grand Secret est un roman de science-fiction de René Barjavel, publié en 1973.

## Thème du roman
Le Grand Secret est un roman uchronique, qui se déroule dans les années 1950 à 1970 et qui utilise des événements et des personnages historiques réels en les intégrant à l'intrigue du roman. L'île dans laquelle se déroule l'intrigue est supposée être l'une de l'archipel des îles Aléoutiennes.
Dans le Livre I, Jeanne aime Roland. Un jour, celui-ci disparaît mystérieusement sans laisser de traces. Jeanne, décidée à le retrouver, mène son enquête qui va vite la mener à soupçonner l'existence d'un secret très bien gardé et connu de très peu d'hommes sur Terre.
Dans le Livre II, un savant a découvert par hasard un virus qui permet à quiconque d'être condamné à vivre pour l'éternité. Ce virus est contagieux. Ayant pris conscience des conséquences dramatiques pour l'humanité si le virus se répandait, une île a été créée, avec l'aide des plus grands gouvernements planétaires, afin d'accueillir les contaminés...

## Structure de l'œuvre
Le Grand Secret se découpe en trois parties bien distinctes.
- Une première partie qui peut servir d'introduction à l'intrigue, alors que l'auteur nous décrit l'amour fou qui relie Jeanne à Roland, on voit se mettre en place l'intrigue qui va entourer le secret, les différentes étapes de la mise en place du projet qui entoure ce secret, les négociations gouvernementales, le jeu des espions et des diplomates.
- La seconde partie nous plonge au cœur de l'enquête menée par Jeanne pour retrouver Roland : au fur et à mesure qu'elle progresse on en apprend plus sur le grand secret, sur les différents accords qui ont été passés entre grands de ce monde. La fin de cette partie dévoile enfin ce qu'est le Grand Secret : la découverte, par un savant indien, d'un virus qui rend immortel, et les mesures de quarantaine adoptées pour éviter la contagion. L'intrigue utilise « le Grand secret » comme explication d'événements politiques majeurs, entre autres :
  - certaines déclarations du général de Gaulle,
  - l'assassinat de John F. Kennedy,
  - la détente entre Est et Ouest,
  - la visite de Richard Nixon en Chine en 1972.
  - D'après le roman, avec la reine Élisabeth II est décédée la dernière personne détentrice du Grand Secret.
- La troisième partie, la plus longue, nous décrit la vie sur l'île, isolée mais aidée par le monde extérieur : le système social qui s'est imposé, quelques descriptions de l'environnement, les processus qui permettent à l'île de rester secrète et d'éviter la surpopulation, donc la survie de ses habitants. Cette troisième partie s'achève sur la révolte des enfants et la destruction de l'île par les Puissances, décidée pour éviter la propagation du « mal » à la planète entière. L'œuvre se termine sur la vision de quelques survivants sur un frêle esquif dont on ne sait ce qu'ils deviendront.

## Adaptation
En 1988, le roman a fait l'objet d'une adaptation télévisée, Le Grand Secret, feuilleton télévisé scénarisé par André Cayatte et réalisé par Jacques Trébouta, avec Claude Rich, Louise Marleau, Peter Sattmann, Fernando Rey et Claude Jade.

## Précision
Ne pas confondre avec Le Grand Secret, livre du docteur Claude Gubler évoquant longuement François Mitterrand.